# Rio Baceiro
O rio Baceiro (rio Gamoneda em Espanha) é um rio internacional que nasce na Sierra da Tejera a cerca de 1600 m de altitude, na província de Zamora, Castela e Leão, e passa pelas aldeias de Vilarinho de Cova de Lua, Parâmio, Terroso, Maçãs, Espinhosela, Gondesende, Castrelos, Alimonde e Soeira, atravessando o Parque Natural de Montesinho. O rio Baceiro é um afluente da margem esquerda do rio Tuela. É considerado rio truteiro.
O seu vale possui lameiros que se mantêm verdes todo o ano, alimenta vários moinhos, tem no seu trecho também algumas praias fluviais e pontes, entre a Ponte de Castrelos e a foz no Tuela insere-se num vale onde existe uma das maiores manchas de carvalho do país. Marca também neste breve trecho, a partir de uma distância reduzida a jusante da Ponte de Castrelos, a fronteira entre os concelhos de Vinhais e de Bragança.
Alimenta ainda um viveiro de trutas junto à Ponte de Castrelos.